# Schleinikon
Schleinikon (gzu. Schliinike) – miejscowość i gmina (Politische Gemeinde) w północnej Szwajcarii, w kantonie Zurych, w okręgu (Bezirk) Dielsdorf.

## Demografia
W Schleinikonie mieszkają 863 osoby. W 2021 roku 13,6% populacji gminy stanowiły osoby urodzone poza Szwajcarią.

## Transport
Przez teren gminy przebiega droga główna nr 17.